# Carlos Baute
Carlos Roberto Baute Jiménez (Caracas, 8 de marzo de 1974) es un cantautor, arreglista, actor y presentador venezolano. 
Con trece años de edad, formó parte de la banda juvenil Los Chamos y posteriormente siguió con sus estudios musicales de canto, guitarra y piano.
Ha recibido premios Ondas y Dial, entre otros, además de certificaciones en Discos de Oro, Platino y Diamante.

## Biografía

### Primeros años
Carlos Baute nació en Caracas, el 8 de marzo de 1974. Es hijo de Alfonso Baute De Porras y Clara Jiménez. 
Tiene raíces canarias porque su padre, abuelos y bisabuelos nacieron en Tenerife, Canarias y La Hiniesta en Zamora, respectivamente, por parte de su madre sus bisabuelos gallegos llegaron a Cuba huyendo de la guerra, donde nacieron sus abuelos. La llegada de Fidel Castro al poder les hizo huir a Venezuela, de donde también se marcharon rumbo a España al llegar Chávez al poder.
Desde joven expresó gusto no solo por la música sino por las artes en general, gustando de la actuación, el canto y el componer canciones.
Fiel a sus intereses, a los trece años, comenzó en el grupo musical Los Chamos, con los cuales logró grabar el disco Con un poco de amor fue su primer proyecto musical que gozó de gran aceptación e hizo diversos tipos de comerciales. Luego, comenzó a trabajar como modelo y sacó su primer disco como solista, denominado, Orígenes I en 1994 y exploró en la actuación, al participar en la telenovela venezolana Destino de mujer (1997) interpretando a Pedro José, un profesor de natación.

## Carrera musical

### 1994-1999: Primeros trabajos discográficos
Se publicó en 1994 Orígenes I y en el 1996 Orígenes 2 tambores, estas 2 producciones fusión del folklore venezolano consiguiendo sus 2 primeros discos de platino. En 1999 publicó el álbum Yo nací para querer... su tercera producción, el cual fue determinante en la carrera de Carlos Baute, ya que se trató de la primera vez que participaba como productor junto al venezolano Yasmil Marrufo, pero representó aún más que eso, pues con él, finalmente, alcanzó asestarle un primer golpe a la escena internacional, siendo su tercer proyecto como solista y el que le dio el éxito automático certificando un disco multiplatino por las ventas de más de 500 000 copias físicas, hecho que le permitió abrir sus horizontes y proyectarse en otros territorios incluyendo España, teniendo así lo requerido para iniciar el lanzamiento de una carrera internacional, dando su primer paso al trasladarse a su recién conquistado nuevo mercado, España, haciendo de este país su matriz, como centro de su carrera.
El álbum se convirtió en el mayor éxito para Baute hasta entonces. Fue entonces cuando Baute debutó como compositor al escribir el reconocido tema Te quise olvidar, el cual fue interpretado por la banda juvenil MDO, comenzando a partir de ahí su etapa de cantautor. Seguidamente entró a formar parte de EMI Publishing.

### 2000-2007:Dame de eso, PeligrosoyBaute
En 2000 Carlos Baute elige España como su segundo hogar para seguir con su carrera musical. En 2001, llega el cuarto álbum como solista Dame de eso producido por Emilio Estefan y publicado en 2002 la edición americana por toda América Latina. En España consiguió disco de platino.
En 2004, pasó a formar parte de Warner Music y publicó su quinto álbum Peligroso componiendo él mismo todas las canciones del disco. Fue producido en Los Ángeles por el chileno Humberto Gatica.
En 2005, grabó en Madrid el sexto álbum titulado Baute junto al productor Carlos Quintero certificando disco de platino en España. Donde se encuentran éxitos como Te regalo. Tema central en la banda sonora de la telenovela chilena Versus. Participó en series de televisión como ¡Ala... Dina! (TVE), Mis adorables vecinos (Antena 3) y presentaciones como Gala Miss España, Gala IB3 o Gala fin de año de TVE1.
En 2006, se publicó en España Grandes éxitos recopilando las canciones más importantes de sus anteriores discos y añadiendo 2 canciones inéditas compuestas por Carlos Baute: «Vivo enamorado» y «Estás hecha para mí».

### 2008:De mi puño y letra, el auge definitivo: Colgando en tus manos
El 1 de abril de 2008 se puso a la venta su disco De mi puño y letra, el cual fue acompañado de una gira veraniega por España y países de América Latina. El 17 de noviembre de 2008, se publicó el tema «Colgando en tus manos» a dúo con Marta Sánchez, siendo este el sencillo central del disco De mi puño y letra, consiguiendo 27 números uno en Promusicae y 7 números uno en Los 40 principales. Dicho sencillo fue uno de los sencillos más vendidos de la historia de España e Hispanoamérica, alcanzando el primer puesto en sencillos Colgando en tus manos durante más de 12 semanas seguidas y los primeros puestos en países de América Latina y los Estados Unidos. Fue #1 en iTunes de España durante más de 45 semanas consecutivas y #1 en radio de España durante más de 43 semanas. De mi puño y letra consiguió disco de platino en México, Venezuela, España; disco de oro en Argentina, Colombia y disco multiplatino en España y Argentina.
En el álbum se incluye la colaboración con Franco De Vita en la canción «Nada se compara a ti» . El 1 de septiembre de 2009 publicó en España Directo en tus manos con el concierto realizado en Madrid el 25 de junio cantando con Marta Sánchez, Nek, Álex Ubago y Pastora Soler.

### 2011:Amarte bien
Amarte bien llegó en 2010, grabado en México con la producción de Juan Carlos Moguel (productor también del anterior álbum De mi puño y letra)  y el propio Baute. Es su octavo álbum. Durante los 2 años de gira promocional del anterior álbum De mi puño y letra compuso más de 40 temas para este álbum entre aviones, hoteles, camerinos, entrevistas, conciertos... eligiendo, finalmente solo 12 temas (10 en edición física y 12 en edición digital). Armando Ávila participó en la composición de 2 temas: «Sueño con poderte encontrar» y «Loquitos de amor».
Como sencillo lanzó «Quién te quiere como yo». Alcanzó el top 6 del Latin Pop Songs de la revista Billboard, manteniéndose 19 semanas en la lista. El sencillo «Amarte bien», se mantuvo 7 semanas en Latin Pop Songs en el Top 30. El sencillo «Amarte bien» superó los 12 millones de reproducción oficiales en streaming y más de 1 millón de contenidos digitales en Argentina, Uruguay y Paraguay. El álbum Amarte bien logró el disco de oro en México, Argentina y Venezuela. Durante el Festival de Viña del Mar 2011 consiguió la antorcha de plata. El sencillo «Quién te quiere como yo» estuvo en el top 10 de México por más de 5 meses. Tres sencillos del álbum Amarte bien consiguen estar al mismo tiempo en el top 30 del Chart General de Radio en Argentina: «Tu cuerpo bailando en mi cuerpo» #9, «Amarte bien» #13 y «Quién te quiere como yo» #29.
En 2010 fue elegido como uno de los 50 latinos más bellos en la revista estadounidense People en español. En 2011 fue el artista invitado de la 9.ª Gala Yo canto Telemundo en Puerto Rico. Ese mismo año, publicó el remix «Amarte bien» junto a Juan Magán. Asimismo, agotó las entradas de los 2 conciertos que realizó Carlos Baute en marzo en el Teatro Gran Rex de Buenos Aires. En 2012 realiza una colaboración junto a Rasel grabando el vídeo «Me pones tierno», recibiendo el disco de oro por las ventas digitales. Tema incluido en el álbum Un poquito más de Carlos Baute publicado en Argentina recopilando grandes éxitos de álbumes anteriores y remixes.

### 2013:En el buzón de tu corazón
En octubre de 2013, con el productor colombiano Andrés Castro (conocido por trabajar con artistas como Carlos Vives) llega el álbum En el buzón de tu corazón fortaleciendo su estilo de gran cantautor latino y continuando con su carrera musical a nivel internacional. El tema de presentación que da nombre al disco «En el buzón de tu corazón» es autobiográfico mezclando realidad y ficción para contar cómo nació la relación con su pareja.
En marzo de 2014, Carlos Baute fue invitado como parte del jurado del programa en España A bailar, reality producido por Endemol y emitido en Antena 3 en horario estelar. Posteriormente, Baute formó parte en la mesa de jurado de un reality parecido en México Bailando por un sueño. Comenzó las grabaciones en abril de 2014, emitiéndose los domingos en primetime hasta julio de 2014. A la vez que está participando en los 2 programas de televisión, se lanza el segundo sencillo «Cómo decir que no» junto a la cantante mexicana María José en España y América Latina. En mayo de 2014, comenzó la gira de conciertos por España para seguir después por México y más países de América Latina. En 2014 publicó el remix «En el buzón de tu corazón» junto a Danny Romero.
En octubre de 2015, sale digitalmente el nuevo sencillo «Perdimos el control» producido junto a Juanma Leal y Luis Bustamante. Simultáneamente saca el vídeo grabado junto a su esposa, la arquitecta, actriz y modelo Astrid Klisans. Este tema forma parte de la banda sonora de la telenovela chilena Pobre gallo.

### 2019:De amor y dolor
En febrero de 2019, se estrenó De amor y dolor, su nuevo álbum donde se destaca el estilo urbano con el que se presenta gran parte de las canciones. El inicio del álbum comenzó con el primer sencillo en 2016, «Amor y dolor», el cual lo hizo con la colaboración de Alexis & Fido. En 2017, se presentó dos sencillos: «Ando buscando» junto a Piso 21, y «Vamo' a la calle» el cual contó con una segunda versión junto a Chyno Miranda.
En 2018, se lanzaron dos nuevos sencillos: «¿Quién es ese?», donde contó con la participación de Maite Perroni y Juhn; y «Te sigo pensando» el cual, lo hizo junto a Marta Sánchez. Este último se volvió en una de las canciones más populares del álbum debido a la participación de Sánchez en dicha canción, ya que ambos trabajaron juntos en «Colgando en tus manos» después de 10 años.
En inicios de 2019, se presentó el resto de las canciones como sencillos, destacándose «Compro minutos» y «Perdido», los cual cuentan con las participaciones de Farina y Joey Montana respectivamente.

## Vida personal
En 1989 con 15 años tiene su primer hijo, José Daniel. En 2011, tras un año de noviazgo, se casó con Astrid Klisans Vitols, una arquitecta y modelo venezolana de origen letón, nacida el 29 de octubre de 1984. El matrimonio tiene un hijo llamado Markuss que nació el 22 de julio de 2016 y 2 hijas : Liene que nació el 12 de diciembre de 2017 y Álisse que nació el 29 de julio de 2019.

## Polémicas
Carlos Baute conoció a Astrid Klisans cuando ella tenía 9 años, siendo él amigo de su padre y teniendo alrededor de 20 años. Según relatos atribuidos al propio Baute, expresó admiración por la madre de Astrid al conocerla y comentó que Astrid era físicamente idéntica a su madre, lo que habría despertado su interés desde ese momento. Durante la adolescencia de Astrid, cuando ella tenía 14 años y él 25, Baute supuestamente le habría dicho que tendrían hijos en el futuro, que se divirtiera mientras creciera y que él sería su "novio grande". Estas declaraciones y comportamientos han sido considerados como señales de grooming por parte de diversos críticos en redes sociales.
La polémica aumentó luego de que Baute publicara una foto junto a Astrid cuando ella tenía 14 años, acompañada de una descripción que relataba cómo comenzó su relación. Esto generó numerosos comentarios que señalaron lo turbio de la situación y criticaron la diferencia de edades y el desequilibrio de poder entre ambos. Aunque no existen denuncias legales públicas contra él,  se reporta que, tras los comentarios negativos, Baute editó la publicación para eliminar la historia que había compartido y posteriormente cerró su cuenta en redes sociales.

## Televisión

### Programas de televisión
- La guerra de los sexos: Concursante (2001-2002)
- Por El Salvador, una noche solidaría (Show): Presentador (2001)
- Gala Fin de Año TVE (Show): Presentador (2002)
- Gala Miss y Míster España: Presentador (2004)
- Nochebuena con Los Lunnis (Infantil): Cameo (2005)
- Con la Primera al 2007 (Show): Presentador (2007)
- Saturday Night Live (Show): Amando Arroba (2009)
- Elígeme (Talk Show, Buscar pareja): Presentador (2009)
- Se7en: Los siete pecados capitales de provincia (Especial Navidad/Parodia de Seven): Annoying Reporter (2011)
- ¡A bailar! (Programa): Jurado (2014)
- Bailando por un sueño (2014): Juez
- Tu cara me suena (Argentina): jurado (2014)
- El gran reto musical: invitado (2017)
- Doble Tentación (Chile): Invitado (2017)
- Fantastic Dúo: invitado (2017)
- MasterChef Celebrity: Concursante (2017)
- Tu cara me suena: invitado imitando a Celia Cruz (2018)
- Tu cara me suena 7: Concursante (2018-2019)
- Bailando con las estrellas: Invitado (2018)
- Todo es mentira: Invitado (2019)
- Gente Maravillosa: Invitado (2019)
- Mi casa es la tuya: Invitado (2019)
- ¿Quién es la máscara? México José Ramonstruo (2023)[46]

### Series de televisión
| Año         | Serie                 | Canal      | Personaje        | Notas        |
| ----------- | --------------------- | ---------- | ---------------- | ------------ |
| 1997        | Destino de Mujer      | Venevisión | Pedro José       |              |
| 2000        | Al salir de clase     | Telecinco  | Carlos Baute     | 1 episodio   |
| 2002        | ¡Ala...Dina!          | La 1       | Él mismo         | 1 episodio   |
| 2006        | Mis adorables vecinos | Antena 3   | Romeo Cienfuegos | 18 episodios |
| 2011        | La hora de José Mota  | La 1       | Carlos Baute     | 1 episodio   |
| 2011 - 2012 | Los únicos            | El Trece   | Vitto Montesino  | 2 episodios  |
| 2012        | Aída                  | Telecinco  | Carlos Baute     | 1 episodio   |
| 2012        | La pelu               | Telefe     | Carlos Baute     | 1 episodio   |
| 2016        | José Mota presenta    | La 1       | Carlos Baute     | 1 episodio   |
| 2017        | El acabose            | La 1       | Carlos Baute     | 1 episodio   |
| 2021        | Venga Juan            | HBO Max    | Carlos Baute     | 2 episodios  |
| 2022        | Si lo hubiera sabido  | Netflix    | Carlos Baute     | 1 episodio   |

## Discografía
- Con el grupo musical Los Chamos (1987-1991), con los cuales logró grabar el disco Con un poco de amor, fue su primer proyecto musical que gozó de gran aceptación e hizo diversos tipos de comerciales.

### Álbumes de estudio
| Fecha de lanzamiento | Álbum                          | Discográfica | Posición en lista | Certificación   |
| Fecha de lanzamiento | Álbum                          | Discográfica | España            | Certificación   |
| -------------------- | ------------------------------ | ------------ | ----------------- | --------------- |
| 1994                 | Orígenes                       | EMI Music    |                   |                 |
| 1996                 | Orígenes II Tambores           | EMI Music    |                   |                 |
| 1999                 | Yo nací para querer            | EMI Music    | 12                | España:         |
| 2001                 | Dame de eso                    | EMI Music    | 3                 | España:         |
| 2004                 | Peligroso                      | Warner Music | 23                |                 |
| 2005                 | Baute                          | Warner Music | 11                | España:         |
| 2008                 | De mi puño y letra             | Warner Music | 2                 | España: México: |
| 2010                 | Amartebien                     | Warner Music | 3                 | México:         |
| 2013                 | En el buzón de tu corazón      | Warner Music | 8                 |                 |
| 2019                 | De amor y dolor                | Warner Music | 8                 |                 |
| 2021                 | Historias Desconocidas, Vol. 1 | Warner Music |                   |                 |
| 2022                 | Historias Desconocidas, Vol. 2 | Warner Music |                   |                 |

### Álbumes en directo
| Fecha de lanzamiento | Álbum                | Discográfica | Posición en lista | Certificación |
| Fecha de lanzamiento | Álbum                | Discográfica | España            | Certificación |
| -------------------- | -------------------- | ------------ | ----------------- | ------------- |
| 2009                 | Directo en tus manos | Warner Music | 6                 |               |

### Álbumes recopilatorios
| Fecha de lanzamiento | Álbum          | Discográfica | Posición en lista | Certificación |
| Fecha de lanzamiento | Álbum          | Discográfica | España            | Certificación |
| -------------------- | -------------- | ------------ | ----------------- | ------------- |
| 2006                 | Grandes éxitos | Warner/EMI   | 16                | España:       |

### Sencillos en lista
| Fecha de lanzamiento | Sencillo                                         | Discográfica | Posición en lista | Certificación       |
| Fecha de lanzamiento | Sencillo                                         | Discográfica | España            | Certificación       |
| -------------------- | ------------------------------------------------ | ------------ | ----------------- | ------------------- |
| 2000                 | «Mueve, mueve»                                   | EMI Music    | 9                 |                     |
| 2001                 | «Mi medicina»                                    | EMI Music    | 18                |                     |
| 2004                 | «Lo que tu quieres yo quiero»                    | Warner Music | 19                |                     |
| 2005                 | «Quien dice que no duele»                        | Warner Music | 20                |                     |
| 2006                 | «Te regalo»                                      | Warner Music | 21                |                     |
| 2008                 | «Colgando en tus manos» (con Marta Sánchez)      | Warner Music | 1                 | España: 10× México: |
| 2009                 | «Nada se compara a ti» (con Franco de Vita)      | Warner Music | 17                |                     |
| 2010                 | «Quien te quiere como yo»                        | Warner Music | 2                 | España:             |
| 2011                 | «Amarte bien» (con Juan Magán)                   | Warner Music | 18                |                     |
| 2012                 | «Me pones tierno» (con Rasel Abad)               | Warner Music | 6                 | España:             |
| 2012                 | «Las cosas que no me espero» (con Laura Pausini) | Warner Music | 41                |                     |
| 2013                 | «En el buzón de tu corazón» (con Danny Romero)   | Warner Music | 21                |                     |
| 2015                 | «Perdimos el control»                            | Warner Music | 50                | España:             |
| 2016                 | «Amor & Dolor» (con Alexis & Fido)               | Warner Music | 14                | España: 2×          |
| 2017                 | «Ando buscando» (con Piso 21)                    | Warner Music | 17                | España: 2×          |
| 2017                 | «Vamo's a la calle» (con Chyno Miranda)          | 87           |                   | España:             |
| 2018                 | «Te sigo pensando» (con Marta Sánchez)           | 95           |                   | España:             |

## Premios
| Año  | Premio                            | Categoría                                   | Trabajo nominado                         | Resultado | Ref    |
| ---- | --------------------------------- | ------------------------------------------- | ---------------------------------------- | --------- | ------ |
| 2001 | Premio Cadena Dial                | Premio Dial                                 | Carlos Baute                             | Ganador   |        |
| 2005 | Premio Cadena Dial                | Premio Dial                                 | Carlos Baute                             | Ganador   |        |
| 2006 | Premio Cadena Dial                | Premio Dial                                 | Carlos Baute                             | Ganador   |        |
| 2009 | Premio Ondas                      | Mejor Canción                               | Colgando en tus manosfeat. Marta Sánchez | Ganador   |        |
| 2009 | Premio Ondas                      | Mejor Artista Latino                        | Carlos Baute                             | Ganador   | [ 76 ] |
| 2010 | Premio Orgullosamente Latino      | Premio Orgullosamente Latino                | Carlos Baute                             | Nominado  | [ 77 ] |
| 2010 | Premios Juventud                  | La Combinación Perfecta feat. Marta Sánchez | Colgando en tus manos                    | Nominado  |        |
| 2010 | Premio Telehit                    | Canción del público                         | Colgando en tus manos                    | Ganador   | [ 78 ] |
| 2011 | Premios Quiero                    | Video pop                                   | Amarte bien                              | Nominado  | [ 79 ] |
| 2011 | Premios Quiero                    | Participación en video                      | Tu cuerpo bailando en mi cuerpo          | Nominado  |        |
| 2012 | Premio SESAC Latina               | Alta Rotación del tema                      | Quién te quiere como yo                  | Ganador   |        |
| 2012 | Kids Choice Awards Argentina 2012 | Artista o Grupo Latino Favorito             | Carlos Baute                             | Nominado  |        |
| 2015 | Premio Sevilla Magazine           | Favorito 2015                               | Carlos Baute                             | Ganador   | [ 80 ] |
| 2016 | Premio Latino de Oro              | Mejor Cantante                              | Carlos Baute                             | Ganador   | [ 81 ] |
| 2018 | Premio Canción Cosmo 2018         | Canción del Año                             | Te Sigo Pensando feat. Marta Sánchez     | Ganador   | [ 82 ] |

## Canciones para telenovelas
| Telenovela            | Canción                                   | Año       |
| --------------------- | ----------------------------------------- | --------- |
| Daniela               | Esperándote                               | 2000      |
| Versus                | Te regalo                                 | 2005      |
| El rey del ganado 2   | Colgando en tus manos (con Marta Sánchez) | 2010      |
| Aquí mando yo         | Quién te quiere como yo                   | 2011-2012 |
| La mujer del Vendaval | Como estar sin ti                         | 2012-2013 |
| Somos familia         | Cómo decir que no (con María José Anaya)  | 2014      |
| Pobre Gallo           | Perdimos el control                       | 2016      |